# Patricio Reynés
Patricio Reynés Calvache (Mahón, 26 luglio 1969) è un ex cestista spagnolo.